# Charles Longuet
Pour les articles homonymes, voir Longuet.
Charles Longuet, né le 14 février 1839 à Caen (Calvados) et mort le 5 août 1903 à Paris, est un militant socialiste, membre de l’Association internationale des travailleurs, et personnalité de la Commune de Paris, par la suite devenu le gendre de Karl Marx en épousant sa fille aînée Jenny Marx.

## Biographie

### Sous le Second Empire
Né dans une famille monarchisteet cléricale, Charles Longuet commence son droit à Paris en 1860 et devient opposant au Second Empire. Il fonde les journaux Écoles de France et Rive Gauche où il publie, en anglais, le préambule et les statuts provisoires de l’Association internationale des travailleurs rédigés par Karl Marx. 
Ses activités politiques le contraignent à s'exiler en Belgique, puis en Angleterre, où il entre dans la franc-maçonnerie. En 1866, il devient secrétaire correspondant pour la Belgique au conseil général de l'Internationale. Il est arrêté, début 1866, lors d'une réunion au Café de la Renaissance, place Saint-Michel à Paris, en compagnie de Gustave Tridon, Raoul Rigault, des frères Levraud, Dacosta, A. Verlière, Genton, Eugène Protot, Largilière et Landowski. C'est l'avocat Gustave Chaudey qui assure leur défense.

### Durant la Commune de Paris
Il revient à Paris en 1870. Pendant le siège de Paris par les Allemands (septembre 1870-mars 1871), il devient membre du comité central républicain des Vingt arrondissements et chef du 248e bataillon de la garde nationale. Du 27 mars au 12 mai, il est rédacteur en chef du Journal officiel (édition de Paris). Aux élections complémentaires du 16 avril, il est élu au conseil de la Commune par le 16e arrondissement et siège à la commission du Travail et de l’Échange. Il vote contre la création du comité de Salut public et fait partie de la minorité au conseil de la Commune. Après la Semaine sanglante, il se réfugie à Londres. Il est condamné à la déportation par contumace par le conseil de guerre. 

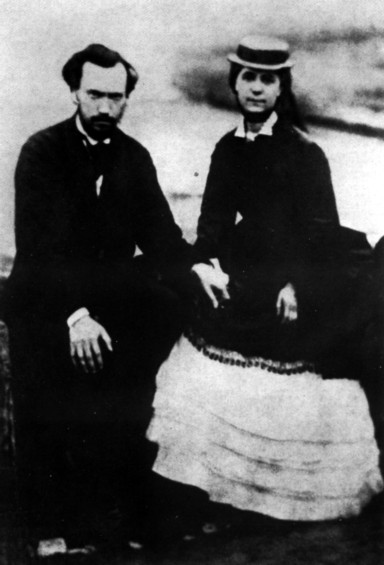
Charles Longuet et Jenny Marx.

Redevenu membre du conseil général de l'Internationale, il vote l'exclusion de Mikhaïl Bakounine en 1872. La même année, il épouse Jenny Marx, la fille aînée de Karl Marx. Le couple aura quatre enfants : Jean (1876-1938), Edgar (1879-1950), Marcel (1881-1949) et Jenny (1882-1952). En 1874, il est nommé professeur au King's College d'Oxford. 

### De retour en France
Il revient à Paris après l'amnistie de 1880. Il collabore au journal La Justice de Clemenceau et s'oppose à Jules Guesde dans la diffusion des idées marxistes par vulgarisation à la française[réf. nécessaire]. 
Il participe en 1880-1881 à l'Alliance Socialiste Républicaine et il est candidat à diverses élections législatives dans la Seine (1885, 1889 et 1890, sénatoriales de 1900), mais échoue. Il est conseiller de Paris pour le Quartier de la Roquette (XIe arrondissement) de février 1886 à avril 1893. En 1894, Il devient inspecteur de l'enseignement des langues vivantes dans les écoles de Paris. 
Charles Longuet meurt à Paris le 5 août 1903 et est enterré au cimetière du Père-Lachaise (92e division).

### Notices biographiques
- Jules Clère, Les hommes de la Commune : Biographie complète de tous ses membres, Paris, Libraire-éditeur É. Dentu, 1871, xiv-195, 1 vol. in-18 (OCLC 457798492, lire en ligne sur Gallica), p. 107-109
  - Jules Clère, Les hommes de la Commune : Biographie complète de tous ses membres, Paris, Libraire-éditeur É. Dentu, 1871, 4e éd. (1re éd. 1871), vi-215, 1 vol. in-18 (lire en ligne sur Gallica), p. 121-123
- Paul Delion, Les membres de la Commune et du Comité central, Paris, A. Lemerre éditeur, août 1871, 446 p. (lire en ligne sur Gallica), p. 130-134
- Bernard Noël, Dictionnaire de la Commune, Coaraze, L'Amourier éditions, coll. « Bio », avril 2021 (1re éd. 1971), 799 p. (ISBN 978-2-36418-060-4, ISSN 2259-6976, présentation en ligne), p. 502-503
- « Notice Longuet Charles, Félix, César », sur maitron.fr, Le Maitron, dictionnaire bibliographique du mouvement ouvrier et du mouvement social, Association Les Amis du Maitron (consulté le 9 août 2021)